# Iliacos intra muros peccatur et extra
Iliacos intra muros peccatur et extra (латински; изговор: илијакос интра мурос пекатур ет екстра), гријеши се унутар тројанских зидова и изван њих (Хорације).

## Поријекло изреке
Ову изреку је изрекао у посљедњем вијеку старе ере највећи  римски  лирски  пјесник Хорације говорећи о тројанском рату.

## Тумачење
Овом изреком је речено да се гријеши с обе стране, тј. да су гријешили и Тројанци унутар утврђења и  Грци који су опсједали Троју.

## Данашња употреба
Данас се изрека употребљава у ширем значењу: Гријеше и једни и други, крива је и једна и друга страна.